# 华丽斑翅霸鹟属
华丽斑翅霸鹟属（学名：Nephelomyias）是霸鹟科的一属。

## 下属物种
本属包括以下物种：
- 橙斑翅霸鹟 Nephelomyias lintoni ，近危
- 赭胸斑翅霸鹟 Nephelomyias ochraceiventris
- 华丽斑翅霸鹟 Nephelomyias pulcher